# Archidiecezja Potenzy-Muro Lucano-Marsico Nuovo
Archidiecezja Potenzy-Muro Lucano-Marsico Nuovo (łac. Dioecesis Potentina-Murana-Marsicensis) – archidiecezja Kościoła rzymskokatolickiego we Włoszech, w regionie kościelnym Basilicata.
Diecezja Potenzy została erygowana jako diecezja w V wieku. 27 czerwca 1818 została połączona z diecezją Marsico Nuovo. 21 sierpnia 1976 została podniesiona do rangi metropolii. 30 września 1986 przyłączono do niej diecezję Muro Lucano, nadając jej obecną strukturę i nazwę.